# Епанчино (Татарстан)
Епа́нчино (тат. Япанчы, Ябынчы) — село в  Атнинском районе Республики Татарстан, в составе Коморгузинского сельского поселения.

## Этимология
Топоним произошёл от антропонима тюрко-татарского происхождения «Япанчы».

## География
Село находится на реке Шимяковка, в 16 км к югу от районного центра — села Большая Атня.

## История
Основание села Епанчино относят к периоду Казанского ханства.
В сословном плане, в XVIII веке и вплоть до 1860-х годов жителей села причисляли к государственным крестьянам. Их основными занятиями в то время были земледелие, скотоводство, отхожие промыслы.
В «Списке населенных мест по сведениям 1859 года», изданном в 1866 году, населённый пункт упомянут как казённая деревня Епанчино 2-го стана Казанского уезда Казанской губернии. Располагалась при речке Сунгуровке, по левую сторону большого торгового тракта из Казани в Уржум, в 46 верстах от уездного и губернского города Казани и в 22 верстах от становой квартиры в заштатном городе Арске. В деревне, в 53 дворах жили 346 человек (180 мужчин и 166 женщин), была мечеть.
По сведениям из первоисточников, в начале ХХ столетия в селе действовала мечеть, кузница, водяная и ветряная мельницы. В этот период земельный надел сельской общины составлял 936,3 десятины.
До 1920 года село входило в Мульминскую волость Казанского уезда Казанской губернии. С 1920 года в составе Арского кантона ТАССР. С 10 августа 1930 года в Атнинском, с 12 октября 1959 года в Тукаевском, с 1 февраля 1963 года в Арском, с 25 октября 1990 года в Атнинском районах.
В годы коллективизации в селе был организован колхоз.

## Население
| 1782 | 1859 | 1897 | 1908 | 1920 | 1926 | 1938 | 1949 | 1958 | 1970 | 1979 | 1989 | 2002 | 2010 | 2015 |
| ---- | ---- | ---- | ---- | ---- | ---- | ---- | ---- | ---- | ---- | ---- | ---- | ---- | ---- | ---- |
| 81   | 346  | 530  | 607  | 552  | 619  | 751  | 399  | 280  | 218  | 162  | 28   | 12   | 5    | 5    |

Национальный состав
По данным переписей населения, в селе проживают татары.

## Известные люди
- Шигабутдин Марджани (1818–1889) – учёный, просветитель, философ, богослов